# الانتخابات البرلمانية النرويجية 2017
أقيمت الانتخابات البرلمانية في النرويج بتاريخ 11 سبتمبر 2017. وعاد ائتلاف وسط اليمين بقيادة رئيسة الوزراء إرنا سولبرغ إلى الحكومة بأغالبية منخفضة بالمقارنة مع الانتخابات السابقة.

## الانتخابات السابقة
عُقدت الانتخابات النرويجية السابقة بتاريخ 9 سبتمبر عام 2013. وكانت النتيجة انتصار حزب المحافظين والمتحالفين معهم من اليمين الشعبوي. قام حزب المحافظين بقيادة إرنا سولبرغ وحزب التقدم وهو حزب يميني شعبوي بتشكيل حكومة أقلية مؤلفة من حزبين، تولت فيها سولبرغ منصب رئاسة الوزراء. تلقى الحزبان ثقة وموارد من الحزب الليبرالي والحزب الديمقراطي المسيحي وهما حزبان وسطيان.

## النظام الانتخابي
تعتمد الانتخابات على نظام التمثيل النسبي للقوائم الانتخابية في تسعة عشرة دائرة انتخابية متعددة الأعضاء، حيث تمثل كل دائرة انتخابية إحدى مقاطعات النرويج.
يتراوح عدد الأعضاء المؤهلين للإعادة لكل دائرة انتخابية ما بين 4 و 19 عضواً. ويتحدد توزيع المقاعد البالغ عددها 169 مقعداً على مقاطعات البلاد التسعة عشر باستخدام صيغة مستويين (صفين) بالرجوع إلى عدد السكان والحجم الجغرافي الخاص بكل مقاطعة. يُمثل كل فرد من السكان بنقطة واحدة، ويعادل كل كيلومتر مربع 1.8 نقطة.

### التاريخ
يجب عقد الانتخابات البرلمانية وفقاً للدستور النرويجي كل أربعة سنوات. ولا يجوز حلّ البرلمان قبل انتهاء فترة ولايته، ما يجعل من المستحيل بمكان من الناحية العملية إجراء انتخابات مبكرة دون خرق القانون الانتخابي الدستوري للبلاد.
أعلنت الحكومة النرويجية في يوم 22 أبريل 2016 عن تقرر تاريخ الانتخابات يوم الاثنين 11 سبتمبر 2017. كما يجوز للمجالس البلدية التصويت على تمديد التصويت ليوم واحد، من خلال فتح مراكز الاقتراع يوم الأحد 10 سبتمبر.

## النتائج
| الحزب                         | الأصوات   | الأصوات | الأصوات | المقاعد | المقاعد |
| الحزب                         | #         | %       | ±       | #       | ±       |
| ----------------------------- | --------- | ------- | ------- | ------- | ------- |
| حزب العمال                    | 800,285   | 27.4    | -3.4    | 49      | -6      |
| حزب المحافظين                 | 731,962   | 25.0    | -1.8    | 45      | -3      |
| حزب التقدم                    | 444,423   | 15.2    | -1.2    | 27      | -2      |
| حزب الوسط                     | 301,844   | 10.3    | +4.8    | 19      | +9      |
| الحزب الاشتراكي اليساري       | 175,885   | 6.0     | +1.9    | 11      | +4      |
| الحزب الليبرالي               | 127,483   | 4.4     | -0.8    | 8       | -1      |
| الحزب الديمقراطي المسيحي      | 122,688   | 4.2     | -1.4    | 8       | -2      |
| حزب الخضر                     | 94,427    | 3.2     | +0.4    | 1       | 0       |
| حزب الحمر                     | 70,341    | 2.4     | +1.3    | 1       | +1      |
|                               |           |         |         |         |         |
| حزب المتقاعدين                | 12,850    | 0.4     | +0.0    | 0       | +0      |
| حزب الصحة                     | 10,323    | 0.4     | جديد    | 0       | جديد    |
| حزب المسيحيين                 | 8,704     | 0.3     | -0.3    | 0       | +0      |
| الحزب الرأسمالي               | 5,593     | 0.2     | جديد    | 0       | جديد    |
| ديمقراطيون في النرويج         | 3,825     | 0.1     | +0.1    | 0       | +0      |
| حزب القراصنة                  | 3,347     | 0.1     | -0.2    | 0       | +0      |
| التحالف                       | 3,308     | 0.1     | جديد    | 0       | جديد    |
| الحزب الساحلي                 | 2,464     | 0.1     | +0.0    | 0       | +0      |
| قائمة نورموره                 | 2,136     | 0.1     | جديد    | 0       | جديد    |
| حزب المبادرة النسوية          | 692       | 0.0     | جديد    | 0       | جديد    |
| الحزب الشيوعي النرويجي        | 308       | 0.0     | +0.0    | 0       | +0      |
| حزب النرويج                   | 151       | 0.0     | جديد    | 0       | جديد    |
| حزب القيم                     | 148       | 0.0     | جديد    | 0       | جديد    |
| حزب المجتمع                   | 104       | 0.0     | +0.0    | 0       | +0      |
| الجمعية الشمالية              | 58        | 0.0     | جديد    | 0       | جديد    |
| المجموع                       | 2 941 812 | 100.0   | –       | 169     | ±0      |
| الأصوات الفارغة والباطلة      | 23,268    | 0.8     | +0.2    | –       | –       |
| الأصوات المسجلة/معدل المشاركة | 3,764,858 | 78.2    | -0.1    | –       | –       |
| المصدر: valgresultat.no       |           |         |         |         |         |